# شزندرة حمراء الزهرة
شزندرة حمراء الزهرة (الاسم العلمي: Schisandra rubriflora) هي نوع نباتي يتبع جنس الشزندرة من فصيلة الشزندرية.